# Marktleuthen
Marktleuthen is een gemeente in de Duitse deelstaat Beieren, en maakt deel uit van het Landkreis Wunsiedel im Fichtelgebirge.
Marktleuthen telt 2.999 inwoners.
Arzberg ·
Bad Alexandersbad ·
Höchstädt i.Fichtelgebirge ·
Hohenberg a.d.Eger ·
Kirchenlamitz ·
Marktleuthen ·
Marktredwitz ·
Nagel ·
Röslau ·
Schirnding ·
Schönwald ·
Selb ·
Thiersheim ·
Thierstein ·
Tröstau ·
Weißenstadt ·
Wunsiedel